# Do Fundo do Coração
Do Fundo do Coração é uma minissérie brasileira produzida pela VTV Produções e exibida pela Record, entre 5 de janeiro a 30 de janeiro de 1998, às 20:00. Teve autoria de Lilinha Víveros e Paulo Cabral, com argumentos de Yves Dumont e direção de Luiz Antônio Piá e Régis Faria.

## Enredo
Camila se muda do interior para São Paulo parar morar com sua madrinha Alzira em busca de vingança: no leito de morte sua mãe lhe contou que seu pai na verdade não era falecido, mas sim um homem rico que a abandonou grávida por ela ser pobre. O homem em questão é Raul Castanheira, um poderoso empresário que sempre manteve a história oculta.
Camila vai trabalhar na casa de Guilherme e Tereza, sendo constantemente humilhada pela filha deles, Fabiana, especialmente quando nota que o namorado, Gabriel, se interessou por ela.

## Elenco
| Ator              | Personagem             |
| ----------------- | ---------------------- |
| Valéria Alencar   | Camila Cabral          |
| Rubens Caribé     | Gabriel                |
| Valéria Zopello   | Fabiana Vasconcellos   |
| Lolita Rodrigues  | Alzira Cabral          |
| Edwin Luisi       | Guilherme Vasconcellos |
| Clarisse Abujamra | Tereza Vasconcellos    |
| Adriano Reys      | Raul Castanheira       |
| Simone Carvalho   | Suzana                 |
| Gustavo Haddad    | Benito Vasconcellos    |
| Ernando Thiago    | André                  |
| Lyliá Virna       | Vitória                |